# Fotovoltaický systém
Fotovoltaický systém, také FV systém nebo solární elektrický systém, je elektrický systém určený k dodávce využitelné sluneční energie pomocí fotovoltaiky. Skládá se z několika součástí: solárních panelů, které pohlcují a přeměňují sluneční světlo na elektřinu, střídače, který převádí výstup ze stejnosměrného na střídavý proud, a také montážních prvků, kabeláže a dalšího elektrického příslušenství potřebného pro vytvoření funkčního systému. Může také využívat systém na sledování Slunce pro zlepšení celkového výkonu systému a obsahovat integrované bateriové řešení, protože se očekává pokles cen akumulačních zařízení. Přesně řečeno, solární pole zahrnuje pouze sestavu solárních panelů, viditelnou část fotovoltaického systému, a nezahrnuje veškerý další hardware, často shrnutý jako rovnováha systému (Balance of System, BOS). Protože fotovoltaické systémy přeměňují světlo přímo na elektřinu, nelze je zaměňovat s jinými solárními technologiemi, jako je koncentrovaná solární energie nebo solární termální energie, které se používají k vytápění a chlazení.
Fotovoltaické systémy sahají od malých střešních systémů nebo systémů integrovaných do budov s výkonem od několika málo do několika desítek kilowattů až po velké elektrárny o výkonu stovek megawattů. V současné době je většina fotovoltaických systémů připojena k síti, zatímco off-grid nebo autonomní systémy tvoří malou část trhu.
Fotovoltaické systémy pracují bez hluku, bez pohyblivých částí a bez emisí do životního prostředí, a tak se z nich staly vyspělé technologie používané pro běžnou výrobu elektřiny. Střešní systém vrátí investovanou energii na výrobu a instalaci během 0,7 až 2 let a během 30leté životnosti vyrobí přibližně 95 % čisté obnovitelné energie.
Vzhledem k rozvoji fotovoltaiky ceny fotovoltaických systémů od jejich zavedení rychle klesají. Liší se však podle trhu a velikosti systému. V roce 2014 se ceny za rezidenční pětikilowattové systémy ve Spojených státech pohybovaly kolem 3,29 USD za watt, zatímco na silně penetrovaném německém trhu klesly ceny za střešní systémy do 100 kW na 1,24 EUR za watt. V současné době tvoří solární fotovoltaické moduly méně než polovinu celkových nákladů na systém, zbytek zůstává na zbývajících BOS-komponentech a na „měkkých“ nákladech, které zahrnují náklady na získání zákazníka, povolení, inspekci a propojení, práci při instalaci a financování.

## Moderní fotovoltaické systémy

### Přehled
Fotovoltaický systém přeměňuje sluneční záření ve formě světla na použitelnou elektřinu. Skládá se ze solárního pole a ostatních součástí systému. Fotovoltaické systémy lze rozdělit podle různých hledisek, například na systémy připojené k síti a samostatné, tzv. ostrovní, systémy, systémy integrované do budov a systémy montované do stojanů, systémy pro domácnosti a systémy pro veřejné služby, distribuované a centralizované systémy, střešní a pozemní systémy, systémy se sledováním Slunce a systémy s pevným sklonem a nově postavené a dodatečně instalované systémy. Další rozdíly mohou zahrnovat systémy s mikrostřídači vs. centrální střídač, systémy využívající krystalický křemík vs. tenkovrstvou technologii a systémy s moduly.
Přibližně 99 % všech evropských a 90 % všech amerických solárních systémů je připojeno k elektrické síti, zatímco v Austrálii a Jižní Koreji jsou častěji stavěny ostrovní systémy. Fotovoltaické systémy zatím relativně zřídka používají bateriová úložiště. To se může změnit s tím, jak se zavádějí vládní pobídky pro distribuované skladování energie a investice do řešení skladování se postupně stávají pro malé systémy ekonomicky výhodné. Typické solární pole pro obytné domy je namontováno na střeše na stojanech, není integrováno do střechy nebo fasády budovy, což je zatím podstatně dražší řešení. Solární elektrárny pro komunální účely jsou většinou namontovány na zemi a mají pevně nakloněné solární panely, místo aby používaly drahá sledovací zařízení. Krystalický křemík je převládajícím materiálem používaným v 90 % celosvětově vyráběných solárních modulů, zatímco jeho konkurent tenký film amorfního křemíku ztratil podíl na trhu. Přibližně 70 % všech solárních článků a modulů se vyrábí v Číně a na Tchaj-wanu, pouze 5 % u evropských a amerických výrobců. Instalovaný výkon malých střešních systémů i velkých solárních elektráren rychle a stejným dílem roste, i když je patrný trend k systémům pro veřejné účely, protože těžiště nových instalací se přesouvá z Evropy do slunečnějších oblastí, jako je sluneční pás v USA, které se méně brání pozemním solárním farmám a investoři více zdůrazňují nákladovou efektivitu.
Díky technologickému pokroku a zvyšování rozsahu a sofistikovanosti výroby se náklady na fotovoltaiku neustále snižují: po celém světě je rozmístěno několik milionů fotovoltaických systémů, převážně v Evropě, jen v Německu je to 1,4 milionu systémů a také v Severní Americe, kde je ve Spojených státech 440 000 systémů: účinnost přeměny energie konvenčního solárního modulu se od roku 2004 zvýšila z 15 na 20 % a fotovoltaický systém vrátí energii potřebnou na jeho výrobu přibližně za 2 roky. Ve výjimečně ozářených lokalitách nebo při použití tenkovrstvé technologie se takzvaná doba návratnosti energie snižuje na jeden rok nebo méně. Instalace fotovoltaických systémů v mnoha zemích výrazně podpořily také net metering a finanční pobídky, jako jsou například zvýhodněné výkupní ceny elektřiny vyrobené ze slunečního záření. Vyrovnané náklady na elektřinu z velkých fotovoltaických systémů se staly konkurenceschopnými s konvenčními zdroji elektřiny v rozšiřujícím se seznamu zeměpisných oblastí a parity sítě bylo dosaženo přibližně ve 30 různých zemích.
Od roku 2015 se rychle rostoucí celosvětový trh s fotovoltaickými systémy rychle blíží hranici 200 GW, což je přibližně 40násobek instalovaného výkonu v roce 2006. Tyto systémy se v současnosti podílejí na celosvětové výrobě elektřiny přibližně 1 %. Největšími instalátory fotovoltaických systémů z hlediska kapacity jsou v současné době Čína, Japonsko a Spojené státy, zatímco polovina světové kapacity je instalována v Evropě, přičemž Německo a Itálie dodávají 7 až 8 % své domácí spotřeby elektřiny pomocí fotovoltaiky. Mezinárodní energetická agentura očekává, že do roku 2050 se solární energie stane největším světovým zdrojem elektřiny, přičemž fotovoltaika a koncentrovaná solární tepelná energie se budou na celosvětové poptávce podílet 16 %, resp. 11 %.